# The Peoples Republic of Europe

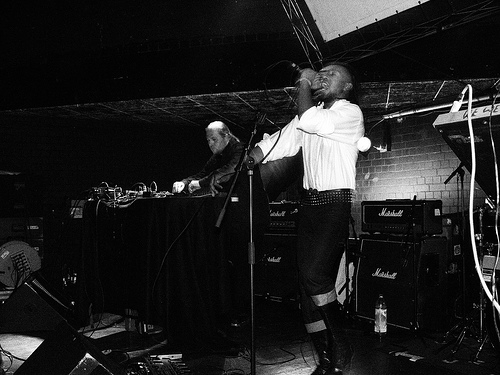
The Peoples Republic of Europe

The Peoples Republic of Europe ist ein niederländisches Rhythm-’n’-Noise-Projekt, das am 4. Juni 2000 durch die Musiker KRAT und NOIR gegründet wurde.

## Geschichte
Nach zahlreichen Demos des Projekts erschien 2004 das Debüt Juche. Dieses Album behandelt das politische System Nordkoreas, ohne es jedoch zu bewerten.
Anfang 2005 erschien das zweite Album Monopoly of Violence, das allgemein von Krieg und Gewalt handelt. Auch in diesem Album wird keine politische Meinung, sondern vielmehr eine nihilistische Haltung geäußert.
Im Frühjahr 2006 erschien das dritte Album Under Stress, das sich mit Menschen und politischen Parteien beschäftigt. Die Band drückt dabei eine negative Haltung aus. Im Januar 2007 erschien ihr viertes Album Lubrication, auf dem das Projekt verstärkt mit Techno- und Funk-Grooves experimentiert.

## Diskografie
- Cumulonimbus (CDr Demo 2000)
- Thirst (CDr Demo 2001)
- Steel & Honour (CDr Demo 2002)
- Among The Ruins (CDr Demo 2003)
- The Siege Of Alkmaar (CDr Demo 2003)
- Juche (2004)
- Monopoly Of Violence (2005)
- Cumulonimbus II (Downloadversion 2005)
- Under Stress (2006)
- Lubrication (2007)